# Oxaziner

De åtta isomererna av oxazin.

Oxaziner är heterocykliska föreningar innehållandes en sexsidig ring med fyra kolatomer, en kväveatom och en syreatom.
Utifrån kväve- och syreatomernas position i förhållande till varandra, kan oxazinerna delas in i tre grupper, 1,2-oxaziner, 1,3-oxaziner och 1,4-oxaziner, inom vilka dubbelbindningarnas platser i ringen dessutom kan skilja sig åt, så att det totalt finns åtta isomerer av oxazin.
Även derivat av dessa klassificeras som oxaziner.